# Hugo Bedoya
Hugo Bedoya (* Esmeraldas, Ecuador, 2 de noviembre de 1992). es un exfutbolista ecuatoriano que jugaba de mediocampista.

## Clubes
| Club                    | País    | Año       |
| ----------------------- | ------- | --------- |
| Independiente del Valle | Ecuador | 2008-2010 |
| Cuniburo FC             | Ecuador | 2011      |
| Liga de Portoviejo      | Ecuador | 2012      |
| Delfín SC               | Ecuador | 2013      |